# Nauti FC
Nauti FC – tuwalski klub piłkarski założony w 1980 roku, występujący w Tuvalu A-Division, będącą najwyższym poziomem rozgrywek na Tuvalu. Klub swoje mecze rozgrywa na Vaiaku Stadium w Funafuti, posiadającym 1500 miejsc siedzących.

## Historia
Klub został założony w 1980 roku. W latach 1980-1990 Nauti FC poniósł jedynie trzy porażki (jedną z Takamanu, jedną z Lakena United i jedną z FC Niutao).

## Sukcesy
Nauti FC jest rekordzistą pod względem liczby zdobytych tytułów w Tuvalu A-Division, najwyższej klasie rozgrywkowej w kraju. Od momentu powstania ligi w 2001 roku, klub zdobył 15 tytułów mistrzowskich, w tym serię dziesięciu zwycięstw z rzędu w latach 2007–2016.
- 15 Mistrzostw kraju[6] (2005, 2007, 2008, 2009, 2010, 2011, 2012, 2013, 2014, 2015, 2016, 2019, 2020, 2022, 2023)
- 7 Pucharów Niepodległości[6] (1988,1990,1999,2003,2008,2009,2017)
- 4 NBT Cup[6] (2009,2010,2016,2020)